# Quick Look
Quick Look est une nouvelle application présente sur Mac OS X Leopard qui permet de visualiser rapidement et simplement tous les fichiers (textes, images, vidéos, diaporamas) sans même les ouvrir. Il permet également l'utilisation du CoverFlow avec tous les documents. Il n'est ainsi pas nécessaire de posséder et ouvrir une multitude de logiciels pour pouvoir lire des fichiers. Ainsi il est beaucoup plus facile et rapide de parcourir ses documents.